# Coledocolitíase
Coledocolitíase é a presença de cálculos no ducto colédoco. Esta condição causa icterícia e lesão às células do fígado, sendo uma emergência médica, necessitando de CPRE ou tratamento cirúrgico.

## Causa
Enquanto as pedras podem frequentemente passar através do ducto colédoco em direção ao duodeno, algumas pedras podem ser muito grandes para passar através do ducto colédoco, causando uma obstrução.

## Complicações
Esta obstrução causa icterícia, elevação da fosfatase alcalina, aumento da bilirrubina conjugada no sangue e aumento do colesterol no sangue. Também pode causar pancreatite aguda e colangite ascendente.

## Diagnóstico

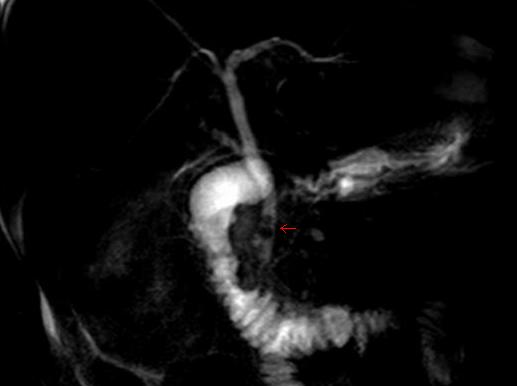
Imagem de duas pedras no ducto colédoco distal

Os médicos podem usar um exame de sangue de fosfatase alcalina, bilirrubina e colesterol para diagnosticar coledocolitíase.
Entretanto, um ultrassom demonstrando um ducto colédoco aumentado é o exame de escolha.

## Tratamento
O tratamento envolve a remoção dos cálculos, através de terapia cirúrgica ou endoscópica (CPRE). As cirurgias comumente realizadas envolvem a realização de papiloesfinteroplastias transduodenais, coledocotomias com drenagem biliar por dreno em T e derivações biliodigestivas. Tipicamente a vesícula biliar é removida para prevenção de futuras ocorrências de obstrução do ducto colédoco.